# Flitterwochen im Fertighaus
Flitterwochen im Fertighaus (Originaltitel: One Week; Alternativtitel: Buster Keatons erste Flitterwoche) ist eine US-amerikanische Stummfilmkomödie aus dem Jahre 1920 von Edward F. Cline und Buster Keaton. Es war der erste veröffentlichte Solofilm des späteren Starkomikers Keaton, nachdem dieser zuvor nur als Nebendarsteller von Roscoe Arbuckle gearbeitet hatte.

## Handlung
Montag: Zu ihrer Hochzeit erhalten Buster und Sybil von einem Onkel als Geschenk ein in Kisten verpacktes Haus zum Selberbauen (zuvor wurden sie noch vom Fahrer daran gehindert ihr Grundstück zu erreichen), das sich angeblich ohne Handwerker innerhalb einer Woche errichten lassen soll. Das Paar geht mit Feuereifer ans Werk, doch Busters eifersüchtiger Rivale Hank, der beim Werben um Sybil der Unterlegene war, ändert die Nummerierung der Bauteile, was zusätzlich zur Tollpatschigkeit der jungen Eheleute den Bau des Hauses erschwert.
Nachdem das Paar während der Woche mit viel Hingabe, Improvisationstalent und Akrobatik gezimmert hat, kommt noch vor Ablauf der Bauzeit am Freitag, dem 13., ein wundersames, furchtbar schiefes Bauwerk dabei heraus, das sich als wind-, wetter- und auch recht wohnuntauglich erweist: Ausgerechnet während der Einweihungsfeier regnet es in Strömen durchs Dach, und bei einem aufziehenden Sturm beginnt das Haus sich wie ein Karussell zu drehen. Eine im ersten Stockwerk an falscher Stelle ins Freie führende Türe kommt Buster jedoch sehr gelegen, um sich an Hank für dessen Sabotageakt zu rächen. Am Samstag erhalten die Eheleute nun zu allem Übel noch die Mitteilung, dass sie das Haus durch einen Zahlendreher auf der falschen Seite der Bahnschienen errichtet haben und sie mit dem ohnehin wackeligen Bretterbau noch umziehen müssen. Und so verklemmt sich das Machwerk am Sonntag beim Transport mitten auf den Gleisen. Panisch will das Paar sein Haus vor einem ankommenden Zug retten, der aber fährt, für alle überraschend, auf dem Nachbargleis vorbei. Ein aus der Gegenrichtung kommender Zug jedoch erfasst das Gebäude und zerstört es doch noch. Buster stellt neben der Ruine ein „Zu verkaufen“-Schild auf und hinterlässt die Bauanleitung des Hauses, dann gehen er und Sybil davon.

## Hintergrund

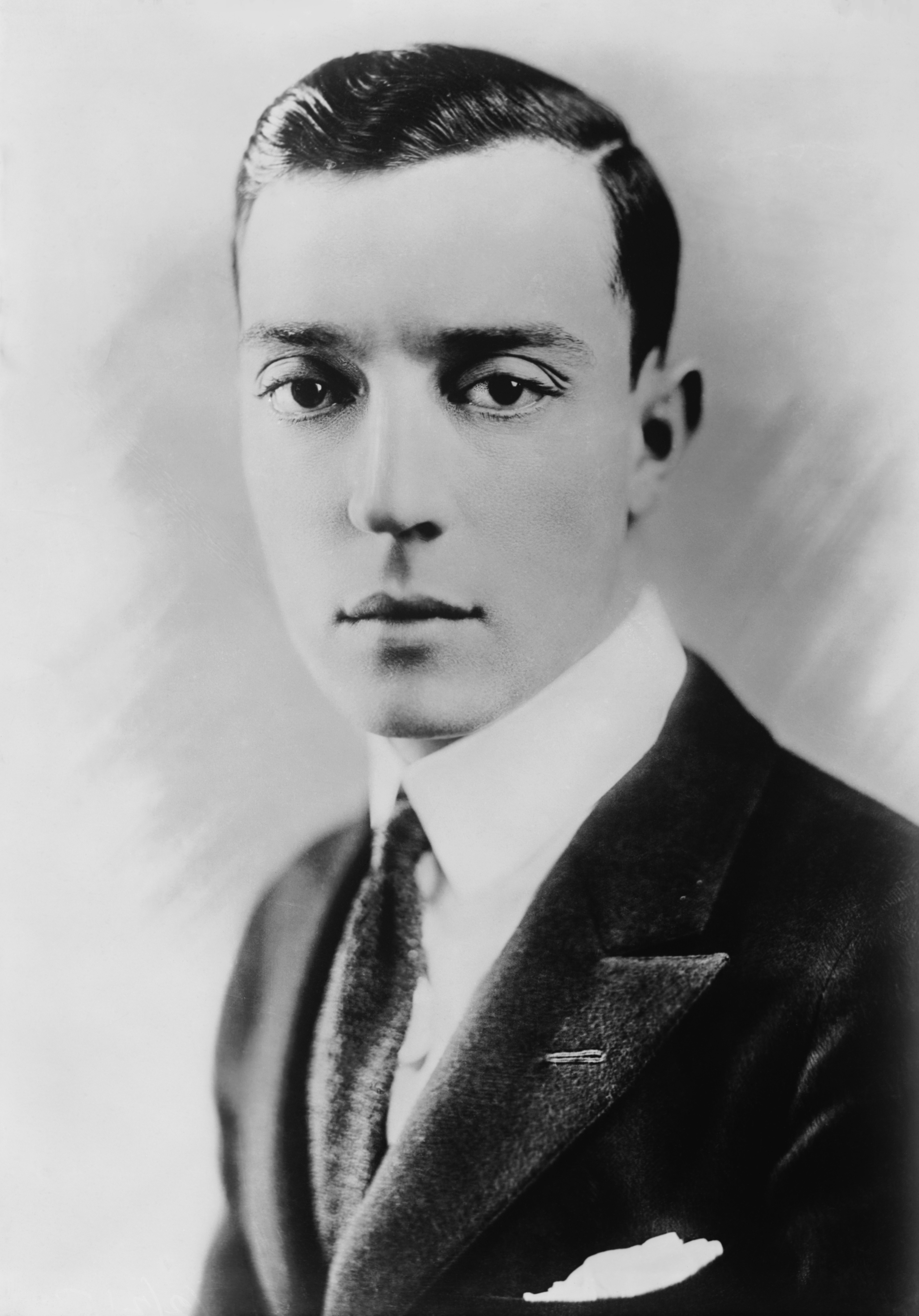
Buster Keaton

Buster Keaton hatte sich Ende der 1910er-Jahre einen Namen als Komiker gemacht, vor allem durch seine regelmäßigen Nebenrollen in den Filmen des Starkomikers Roscoe Arbuckle. Die Idee zum Film bekam Keaton, nachdem er die Industrie-Dokumentation Home Made (1919) über Fertighäuser gesehen hatte. In Home Made baut ein junges Paar ebenfalls ein Fertighaus (hier aber erfolgreicher als in One Week), Keaton legte den Film bewusst als Parodie auf Home Made an. One Week war der erste Solofilm von Buster Keaton als eigenständiger Komiker, der in den Kinos veröffentlicht wurde. Zwar hatte Keaton bereits vorher schon mit The High Sign einen Solofilm abgedreht, jedoch empfand man The High Sign als schwächer im Vergleich zu diesem Film. Weil Keaton seine Solokarriere als Komiker unbedingt mit einem Erfolg starten wollte, wurde deshalb der „bessere“ One Week bereits am 1. September 1920 in den Kinos veröffentlicht – sieben Monate vor der Premiere von The High Sign im April 1921.
Die weibliche Hauptrolle neben Keaton spielte Sybil Seely, die noch in vier weiteren Kurzfilmen als seine Leading Lady fungieren sollte. In einer kleinen Rolle als vierschrötiger Klavierlieferant machte der schwergewichtige Bühnenkomiker Joe Roberts sein Filmdebüt. Zwischen Keaton und Roberts entspann sich eine fruchtbare Zusammenarbeit, beide sollten bis zu Roberts Tod im Jahre 1923 insgesamt 18 Filme miteinander drehen. Der Rest der Besetzung, darunter auch der eifersüchtige Liebesrivale, kann heute nicht mehr ermittelt werden.
Bereits in diesem frühen Film legte Keaton auf viele Dinge Wert, die seine späteren Filme auszeichneten: Die Echtheit der Stunts und Tricks, technische Spielereien und Innovationen, das Spielen mit Erwartungshaltungen des Zuschauers und spektakulärer Slapstick. Auch seine Leinwandfigur des Stoneface mit den entsprechenden Verhaltensweisen war bereits mit One Week voll entwickelt. Das Fertighaus wurde für den Film auf eine Drehscheibe gesetzt, weshalb auch Szenen wie das sich im Wind drehende Gebäude oder die heftige Kollision mit dem Zug am Ende des Filmes authentisch sind und so abgedreht wurden. Auch die Stunts waren echt, so zog sich Keaton beim Sturz aus der Badezimmertür im Film heftige Prellungen zu, die seinen Rücken und seine Arme zeitweise anschwellen ließen.

## Rezeption
One Week gilt als erstaunlich gutes Frühwerk des Neuregisseurs Buster Keaton sowie als Klassiker der stummen Kurzfilm-Komödie. Schon beim damaligen Publikum wurde der Film trotz seiner Kürze zu einem der größeren Erfolge des Jahres 1920. Auch die New York Times hob in ihrer Kritik vom 25. Oktober 1920 hervor, dass One Week eindeutig witziger als die meisten vergleichbaren Slapstick-Komödien sei.
Der Film erlebte seine deutsche Erstaufführung am 18. Februar 1925 unter dem Titel Buster Keatons erste Flitterwoche.

## Auszeichnungen
2000 wurde One Week ins National Film Registry als „kulturell, historisch oder ästhetisch bedeutsam“ aufgenommen.